# Бучиште
Бучиште (мкд. Бучиште) је насеље у Северној Македонији, у источном делу државе. Бучиште је у саставу општине Пробиштип.

## Географија
Бучиште је смештено у источном делу Северне Македоније. Од најближег града, Пробиштипа, насеље је удаљено 8 km јужно.
Насеље Бучиште се налази у историјској области Злетово, на јужном ободу Злетовске котлине. Северно од насеља издижу се прва брда јужног дела Осоговских планина. Надморска висина насеља је приближно 380 метара. Источно од насеља тече Злетовска река доњим делом свог тока.
Месна клима је умерено континентална.

## Становништво
Бучиште је према последњем попису из 2002. године имало 68 становника.
Претежно становништво у насељу су етнички Македонци (95%), а остало су Цинцари.
Већинска вероисповест месног становништва је православље.